# Cos (groupe)
Pour les articles homonymes, voir Cos.
 (mai 2020).
Cos est un groupe belge de rock progressif fondé à Bruxelles en 1974 autour de Daniel Schell et Pascale Son. La composition du groupe évolue fortement au fil du temps. Chaque album possède son propre univers, mais le style peut être rapproché avec divers sous-genres du rock progressif, à savoir l’École de Canterbury, le Krautrock et le Zeuhl.
« Cos » est un mot qui existe dans bien des langues et peut désigner diverses choses. Par exemple, il peut faire référence à l'île grecque qui a été témoin d'événements mythologiques. Néanmoins, ce terme fait spécialement référence au lincos (lingua cosmica), cette langue construite par Hans Freudenthal dans son ouvrage Lincos: Design of a Language for Cosmic Intercourse (1960), dédiée à la communication avec des vies extraterrestres. Le groupe Cos travaille d'ailleurs sur sa propre version du lincos en associant du vocabulaires de plusieurs langues européennes, qu'il intègre dans ses compositions.

## Historique

### Classroom
Les prémices de Cos se trouvent dans Classroom, groupe fondé par Daniel Schell (guitariste) en 1967 avec Guy De Bruyne (batteur), Jean-Pierre Destrée (vibraphoniste, pianiste) et Martial Van Hille (bassiste)[source insuffisante]. Certains de ces musiciens sont issus du Big Band de Jazz de l'Université Libre de Bruxelles (alors sous la direction de Robert Ledent). Cette première mouture joue un jazz électrifié teinté de rock, à l'instar du jazz canterburien[source insuffisante]. Cette jeune formation se fait remarquer à plusieurs festivals, dont celui de Zurich en septembre 1967, celui du Brabant en décembre 1967, à Vienne en mars 1968 et à Yvoir en août 1968.
À la fin de la décennie, Jean-Pierre Destrée et Daniel Schell étudient un master en sciences informatiques à l'Université de Londres. Durant ce séjour, ils continuent de se produire dans les clubs londoniens et font la connaissance de Pascale de Trazegnies. La première mouture de Classroom cesse définitivement ses activités à l’aube de l’année 1970, lorsque Jean-Pierre Destrée et Daniel Schell sont conviés par l’État pour réaliser leur service civil[source insuffisante].
Classroom reprend du service à la fin de l’année 1970, toujours derrière cette base composée de Jean-Pierre Destrée et Daniel Schell. Les deux musiciens sont rejoints par Jean-Lou Baudoin (bassiste), Robert Pernet (batteur) et Pascale de Trazegnies (vocaliste, guitariste, hautboïste). La musique de Classroom est entièrement composée par Daniel Schell et propose un subtil mélange de jazz avec une touche de rock. L’une des particularités de Classroom est la voix de Pascale de Trazegnies, parfois enfantine et claire, parfois sensuelle et éthérée,. C’est grâce à cette voix qu'on lui attribue le pseudonyme de Pascale « Son ». Son apport ne se limite pas à ses talents vocaux (Classroom était purement instrumental avant sa venue) et d’instrumentiste, mais également à sa présence scénique.
Tout en poursuivant leurs activités avec Classroom, Jean-Pierre Destrée et Daniel Schell continuent leur formation musicale. Ils découvrent les sonorités de compositeurs comme Bela Bartok, Carl Orff et Günther Schuller et des artistes tels que Jimmy Giuffre (clarinettiste, flûtiste, saxophoniste), Jim Hall (guitariste) et le groupe Magma. C’est également durant cette période que Daniel Schell se lance dans l’apprentissage de la clarinette, de la flûte et du saxophone.
Classroom participe, à de nombreuses reprises, tant à des concerts qu'à des festivals, en Belgique comme à l'étranger. Il est assisté au début des années 1970 par le manager Marc Haulot. Au cours de l'année 1972, le groupe se produit notamment en première partie de Magma au Festival du Château de Steenhault et joue aux côtés de Magma et Placebo (groupe de Marc Moulin) sur la Grand-Place de Bruxelles,. C'est durant ces événements que les musiciens de Classroom se lient d'amitié avec ceux de Magma et spécialement avec François Cahen et Jeff Seffer (ils fondent Zao en 1972). La même année, Classroom se produit au Pol's Jazz Club de Bruxelles et au Festival de la Jeunesse, organisé durant les fêtes de Noël par Marc Haulot.
Classroom est remarqué par Jean Huysmans, ancien bassiste des Cousins (qui a connu une certaine popularité mondiale grâce à Kili Watch dans le courant des années 1960). Ce dernier travaille pour la firme CBS et désire faire enregistrer cette jeune formation prometteuse. Les musiciens sont invités à passer une journée aux Studios Madeleine de Bruxelles afin d'enregistrer plusieurs morceaux, dont Achille, Sur Deux et L’Admirable Amas Cellulaire Orangé. Néanmoins, CBS n'utilisera pas ces enregistrements.
En 1973, Jean-Lou Baudoin quitte la formation. Il est remplacé par Jean-Paul Musette (qui a notamment joué au sein de Waterloo). La musique de Classroom évolue perpétuellement, gardant toujours sa base de jazz en y intégrant de nouvelles influences et de nouveaux procédés compositionnels. Durant toute cette année 1973, les musiciens jouent aux côtés d'Ange, Magma, Claude Nougaro, Catherine Ribeiro, Troc. Fin 1973, c'est au tour de Jean-Pierre Destrée et de Robert Pernet de quitter la formation. Le premier est remplacé par le pianiste Charles Loos, dont la popularité est déjà importante à l'époque, alors que le deuxième est brièvement remplacé par Félix Simtaine pour ensuite être suppléé par Jean-Luc Van Lommel.
Durant cette période, Classroom déserte de plus en plus le jazz pour se diriger vers un rock teinté de jazz, à l’instar de formations comme Can (Allemagne), King Crimson (Angleterre), Magma (France) et Zao (France). C’est à cette époque que Daniel Schell se lie d’amitié avec moult musiciens proches de la scène progressive belge, tels que les membres d'Arkham (Patrick Cogneaux, Daniel Denis et Jean-Luc Manderlier) et de Pazop (Dirk Bogaert, Jacky Mauer et Frank Wuyts).
En 1974, au vu des changements artistiques du groupe, Classroom devient Cos,.

### Postaeolian Train Robbery
Les débuts de Cos sont marqués par plusieurs changements internes. C'est au cours de ses débuts scéniques que le groupe est soutenu par le saxophoniste Pietro Lacirignola. Sa collaboration avec Cos se limite à quelques concerts ainsi qu'une aide apportée en studio. Peu de temps avant que le premier album ne voie le jour, Jean-Paul Musette et Jean-Luc Van Lommel décident de quitter le groupe dans le dessein de se rediriger vers un jazz plus conventionnel. Un nouveau bassiste est rapidement trouvé en la personne d'Alain Goutier. Cependant, la formation peine à dénicher le batteur idéal.
C'est également durant cette année 1974 que Cos est assisté par le manager Daniel Michiels. Ce dernier va jouer un rôle relativement important dans la carrière du groupe en le présentant à Patrick Stroobants, producteur amateur. Intéressé par la musique que proposent ces jeunes Belges, Patrick Stroobants co-produit avec eux leur premier album. Il finance des sessions d'enregistrement dans les studios Start, à Buizingen (fondé par Sylvain Tack en 1968), auprès de l'ingénieur du son Michel Barez. Pour les besoins musicaux, Cos fait appel au batteur Robert "Bob" Dartsch et au percussionniste Steve Leduc.
Postaeolian Train Robbery sort en octobre 1974 sous le label fondé par Patrick Stroobants, Plus Records (il fera néanmoins faillite quelques mois plus tard). La pochette est réalisée par Jef Winnepenninckx (qui a déjà travaillé avec Mad Curry et Rum).
Musicalement, certains morceaux de Cos sont proches de ce que Magma et Zao produisent à cette même époque. Les Belges gardent cependant leur héritage jazz développé au sein de Classroom, teinté d'humour et des développements harmoniques et modaux de Daniel Schell. Le groupe se démarque également grâce aux talents vocaux de Pascale Son. Les influences rock sont représentées par Alain Goutier, qui maintiendra cette dimension au sein de Cos jusqu'à son départ à la fin des années 1970. Charles Loos, par son expérience acquise au Berklee College of Music de Boston, fait office de directeur artistique.
Postaeolian Train Robbery est marqué par de nombreux changements de modes : la plage éponyme est écrite dans le mode Éolien, « Coloc » utilise le mode Locrien, « Amafam » le mode Dorien, ... Les rythmes sont influencés par la musique indienne,.
L'album est remarqué par Marc Moulin qui le passe régulièrement dans ses émissions radiophoniques (spécialement King Kong). Il se vend à quelque 2000 exemplaires, ce qui permet à Cos de se forger une réputation en Belgique et de tourner activement dans plusieurs pays (Allemagne, Belgique, Espagne, France). Le groupe jouit de l'aide du promoteur Victor Grau pour sa tournée espagnole.
Jacky Mauer (ex-batteur de Waterloo) dépanne le groupe pour un concert, mais un batteur est finalement trouvé en la personne de Willy Masy[source insuffisante].

### Viva Boma

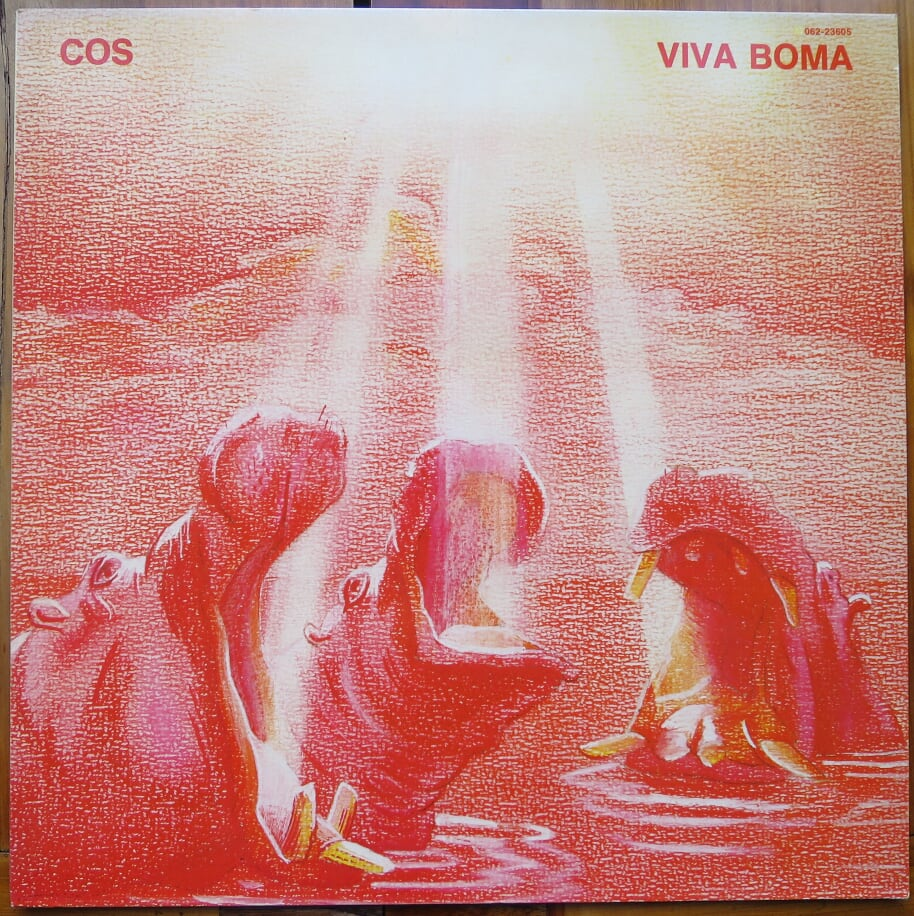
Viva Boma (1976).

Fin 1974, alors que Cos fait une tournée en France, Charles Loos décide de mettre un terme à cette aventure afin de se rediriger vers le jazz plus conventionnel. Il ne tourne cependant pas le dos au jazz fusion au vu de son travail solo et celui au sein d'Abraxis (avec notamment Jean-Paul Musette). Ce départ est suivi par celui de Daniel Michiels, qui est remplacé par Dirk Vincken, qui s'occupe également de Tjens Couter (duo fondé par Paul Decoutere et Arno Hintjens), le futur TC Matic. C'est à cette époque que les musiciens fondent leur propre société administrative, Clic Music, grâce à laquelle ils gèrent notamment toutes les dimensions de fiscalité.
Au début de l'année 1975, Daniel Schell fait la rencontre du pianiste hollandais Tony Kleinkramer, qui vit alors à Bruxelles. Celui-ci reprend la place vacante laissée par Charles Loos et poursuit la tournée européenne de Cos. Les musiciens jouent notamment au Festival d'Ademuz (Espagne) et au Zeleste Club de Barcelone. Lors de leur passage en Allemagne, ils croisent le chemin du promoteur Jurgen Hellweg au Odeon Theater, à Gütersloh, qui devient leur agent dans ce pays. Il permettra au groupe de s'y produire chaque année. Cos rejoint des artistes Krautrock, tels que Aera, Amon Düül II et Embryo, au sein du label EFA (Energie Fur Alle).
Néanmoins, lors de ces tournées, Tony Kleinkramer est contraint de s'absenter sporadiquement pour des raisons professionnelles, qui mènent finalement à son départ. Bien qu'il soit remplacé à plusieurs reprises par Frank Wuyts (ex-Pazop, Wallace Collection et Waterloo), c'est finalement le multi-instrumentiste Marc Hollander qui intègre Cos. Cette nouvelle recrue partage de nombreux goûts avec Daniel Schell. Tous deux apprécient les nouveautés musicales apportées par les britanniques d'Henry Cow et de l'Ecole de Canterbury (Hatfield And The North, Soft Machine), tout comme des compositeurs de renom comme Belà Bartók. Les deux musiciens apprécient également les musiques extra-occidentales (indiennes, arabes) et évidemment le jazz.
Durant l'année 1975 jusqu'à la moitié de 1976, les musiciens travaillent activement sur la préparation de leur second album, tout en poursuivant leur tournée. C'est lors de cette période que Willy Masy met un terme à sa carrière musicale pour terminer ses études universitaires. Il est remplacé par Guy Lonneux.
Courant 1976, Cos est mis en relation avec le producteur d'EMI Henry Heymans. Ce dernier, intéressé par la musique que ce groupe propose, décide de rééditer Postaeolian Train Robbery et ensuite de financer un second album. Les musiciens décident de faire appel à Marc Moulin pour superviser le déroulement des enregistrements,. En juillet débutent les sessions d'enregistrement dans les studios Katy de Marc Aryan avec Pierre Dupriez aux consoles. Viva Boma est d'ailleurs le premier album enregistré dans ces nouveaux studios. De nombreux musiciens viennent prêter main-forte, dont Bob Dartsch (batteur), Jean-Louis Haesevoets (batteur), Pipou (percussionniste) et Denis Van Hecke (violoncelliste),.
Guy Lonneux quitte Cos en août 1976. Il est très brièvement remplacé par Roger Wollaert (ex-Kleptomania), mais c'est le jeune Phillipe Allaert (alors âgé de 15 ans) qui prend le rôle de batteur.
Viva Boma sort finalement en novembre 1976. La pochette est réalisée par Alain Goutier sur une idée de Daniel Schell. Elle présente la dimension de Cos où les artistes jouent sur des jeux de mots poétiques : la présence d'hippopotames fait référence à la ville portuaire de Boma, située sur le fleuve Congo et met en avant les influences de la musique africaine sur Viva Boma ; sur la face arrière de l'album en revanche, la présence d'une grand-mère (bomma en bruxellois) se rapporte aux influences de la musique européenne.
L'album est bien reçu par les critiques de l'époque et se vend relativement bien tant en Belgique qu'en Allemagne et en France.

### Babel

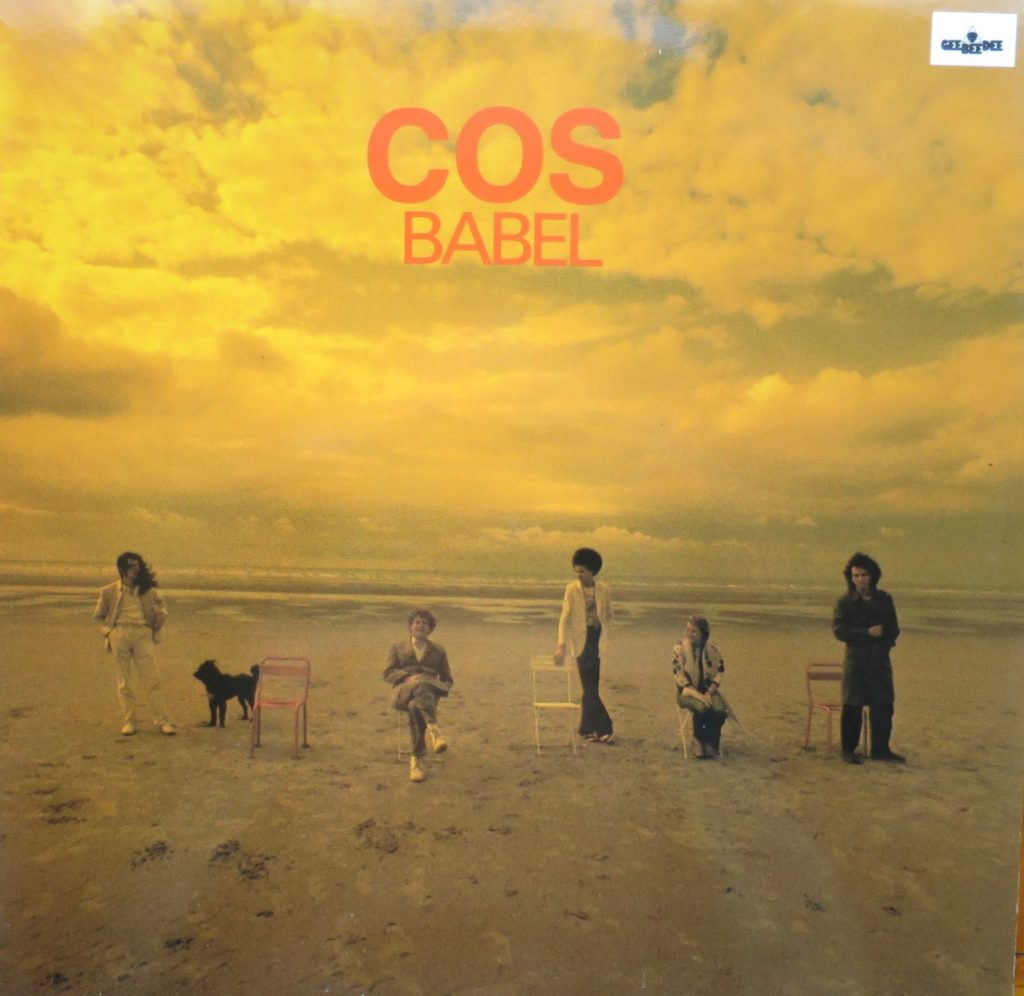
Babel (1978) - Alain Goutier, Daniel Schell, Philippe Allaert, Pascale Son et Marc Hollander.

Grâce à son succès grandissant, Cos retourne sur les routes de Belgique, d'Espagne et de France afin de promouvoir Viva Boma. Grâce au soutien de Jürgen Hellweg, le groupe se voit également proposer de nombreuses dates en Allemagne. Durant cette période, les musiciens travaillent déjà sur des nouveaux morceaux qui apparaissent sur Babel[source insuffisante].
Les changements de personnel sont assez rares lors de cette tournée. Marc Hollander commence à travailler sur son nouveau label, Crammed Discs (qui prendra véritablement forme au début des années 1980) et fonde, en 1977, Aksak Maboul avec Vincent Kenis. Il délaisse peu à peu Cos même s'il participe à l'entièreté de la tournée. C'est à cette époque que Charles Loos réintègre le groupe.
Dans le courant de l'année 1977, Cos investit les Studios Shiva, fondés à Bruxelles par Dirk Bogaert, Jacky Mauer et Sylveer Vanholme quelques années auparavant. Les consoles sont tenues par Patrick Cogneaux, ancien bassiste d'Arkham et de Pazop devenu par la suite ingénieur du son[source insuffisante]. Babel est co-produit par EMI-IBC (International Bestseller Company) et par le Français Dominique Buscail. C'est d'ailleurs grâce à ce dernier que le mix final de l'album est réalisé par Dominique Blanc-Francard dans les studios Aquarium, à Paris. Dirk Bogaert fait office de producteur artistique.
Cos poursuit son évolution musicale et intègre de nombreuses influences dans ses compositions (toujours réalisées par Daniel Schell) : musique contemporaine (dodécaphonisme), musique « savante », minimalisme répétitif, rock, jazz, disco, Krautrock. Les claviers sont tenus par Marc Hollander et Charles Loos, l'un apportant ses inspirations canterburiennes, l'autre son jazz plus conventionnel. Plusieurs musiciens sont invités sur certains morceaux, dont Dirk Bogaert (flûtiste), François Cahen (pianiste) et Marc Moulin (claviériste),.

### Swiß Chalet

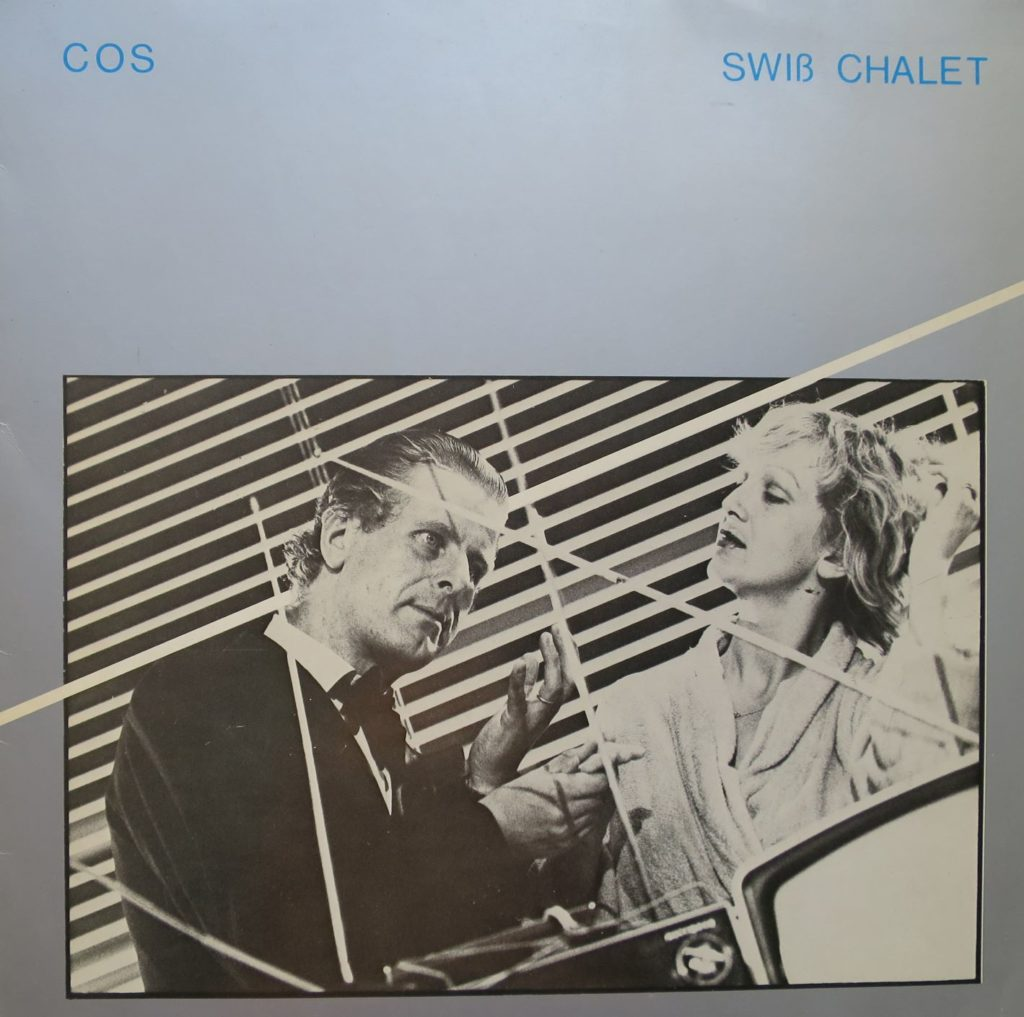
Swiß Chalet (1979) - Daniel Schell et Pascale Son.

Babel obtient un succès relatif et se vend à quelque millier d'exemplaires. Cos se lance dans une nouvelle tournée, se produisant énormément en Allemagne grâce au soutien indéfectible de Jurgen Hellweg, mais également en Espagne.
En août 1979, les musiciens se rassemblent dans les Studios Shiva de Bruxelles pour enregistrer leur nouvel album, Swiß Chalet. Il est produit par le groupe lui-même avec l'aide de Jacques Albin d'EMI. Aux consoles se trouve Christian « Djoum » Ramon. Swiß Chalet ne doit pas être écouté comme un simple album de rock rassemblant une succession de morceaux originaux. Il faut le considérer comme un concept-album, et plus spécialement un opéra. À partir de cette époque, Daniel Schell se lance dans la composition d’œuvres opératiques[source insuffisante]. La jaquette est réalisée par Jean-Pierre Van Gyzegem, mieux connu sous le pseudonyme de Jeep Novak.
Swiß Chalet conte l'histoire rocambolesque d'un gigolo qui séduit de riches femmes en Suisse. Il tombe éperdument amoureux d'une d'entre elles que le destin choisit pour être enlevée et emmenée en Afrique. Les morceaux représentent des épisodes de cette histoire délirante et du parcours des personnages en Suisse et en Afrique.
Pour le besoin des enregistrements, Cos fait appel au bassiste rwandais Jean Mutsari. Ce dernier va avoir une influence non négligeable sur le son de ce nouvel album grâce à ses talents musicaux (percussions et basse) et ses influences (spécialement les rythmes africains). A l'instar de Viva Boma, Swiß Chalet rassemble des influences africaines (personnifiées par Philippe « Philar » Allaert, qui possède des origines congolaises et en maîtrise les musiques nationales, et Jean Mutsari) et des influences européennes. Une fois de plus, le groupe évolue artistiquement en intégrant une série de nouvelles influences, dont la musique électronique, la new wave ainsi que le reggae africain. À partir de cet album, Daniel Schell abandonne peu à peu la guitare pour se consacrer au Chapman Stick.
Les textes de Daniel Schell rassemblent plusieurs langues : allemand, anglais, espagnol, français et le lincos. Les paroles allemandes sont écrites avec l'aide de Jurgen Hellweg.
À l'époque de sa sortie, Swiß Chalet acquiert un bon accueil médiatique et commercial, mais est très mal reçu par les amateurs de prog-rock, sans doute que ces auditeurs ne le conçoivent pas comme un concept-album. Plusieurs milliers d'exemplaires sont vendus, notamment en Allemagne.
Cos connaît toujours une grande popularité dans bon nombre de pays européens. Le groupe se produit énormément en Allemagne et en Espagne avec Philippe Allaert, Jean Mutsari, Daniel Schell et Pascale Son. Après la sortie de Swiß Chalet, Alain Goutier et Charles Loos cessent leurs activités avec Cos, bien que le pianiste se produise sporadiquement durant les tournées de cet album. Les musiciens peuvent compter sur Jurgen Hellweg pour les dates allemandes et sur Jordi Garcia pour les espagnoles[source insuffisante]. Ils font également des émissions télévisées, dont pour la BRT avec le soutien de Charles Loos[source insuffisante]. Durant cette tournée, Cos développe un côté théâtrale plus important grâce aux prestations de Pascale Son. Les styles plus statiques de Jean Mutsari et Daniel Schell laisse beaucoup plus de liberté à la chanteuse.
En 1981, Cos se produit pour quelques dates aux Etats-Unis.

### Pasiones

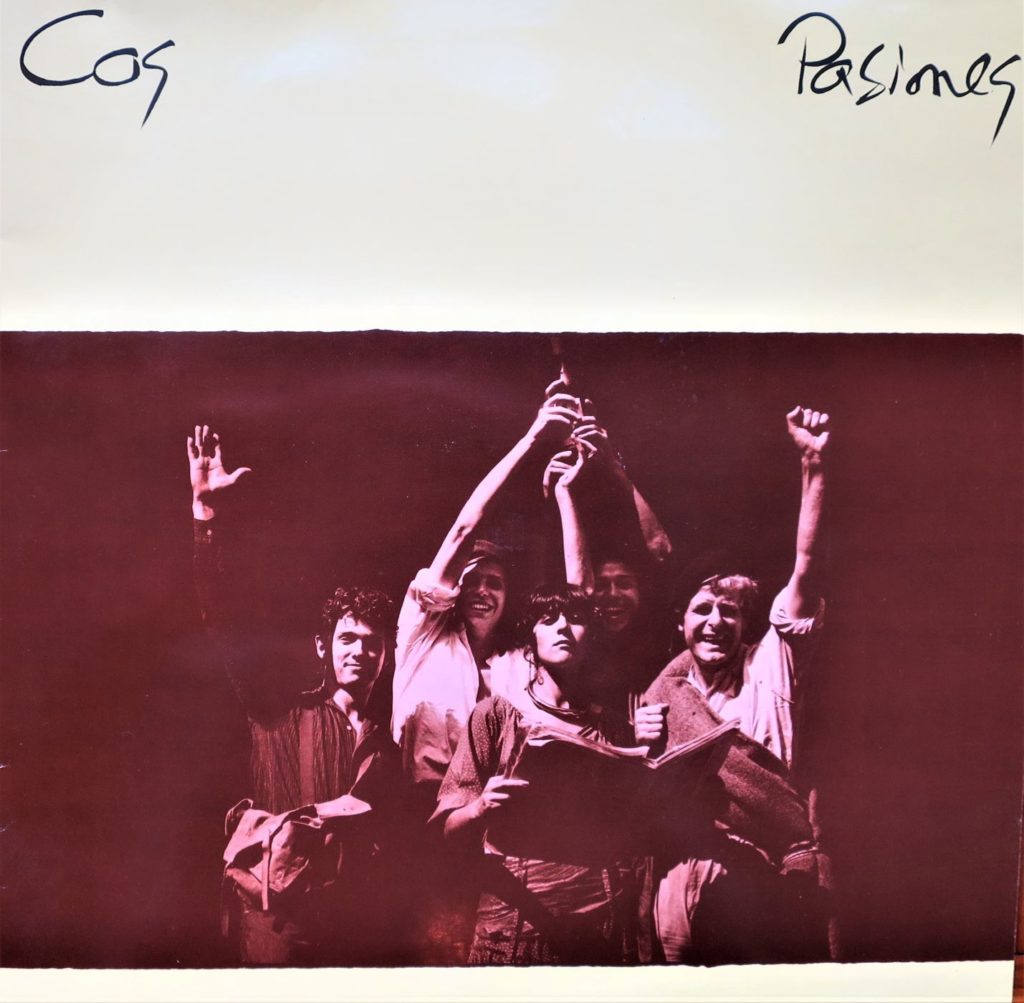
Pasiones (1982) - Pierre Van Dormael, Nicolas Fiszman, Ilona Chale, Philippe Allaert et Daniel Schell.

Après les tournées de Swiß Chalet et après les départs de deux membres historiques, c'est au tour de la chanteuse, Pascale Son, de quitter le groupe. Elle s’installe à Paris où elle se produit en « diva-rock » sur la scène des boites de nuit à la mode et lors de festivals Polyphonix en Europe. Elle participe encore à quelques projets musicaux, dont certains aux côtés de John Greaves, avant de se consacrer entièrement à l’écriture. Daniel Schell décide néanmoins de poursuivre l'aventure tant que Philippe Allaert reste auprès de lui. Si ce dernier quitte Cos, ce sera alors la fin du groupe.
En 1982, Philippe Allaert et Daniel Schell commencent les enregistrements d'un nouvel album dans le studio du batteur, que ce dernier a installé dans sa cave. Ils s'entourent ensuite de nouveaux musiciens pour se lancer dans l'enregistrement de Pasiones. Ils s'adressent ainsi à la chanteuse Ilona Chale et aux guitaristes Nicolas Friszman et Pierre Van Dormael. Ces deux derniers ont déjà acquis des réputations importantes. Au début des années 1980, Pierre Van Dormael a déjà travaillé sur de nombreux albums de jazz après avoir terminé ses études au Berklee College of Music de Boston alors que Nicolas Friszman, du haut de ses 17 ans, est considéré comme le meilleur élève de Philip Catherine. Cependant, avant d'investir des studios, les artistes présentent le fruit de leur travail au public allemand. Les réactions des auditeurs permettent aux musiciens de se faire une idée des éléments à modifier.
La réalisation de cet album est assez atypique. Les morceaux suivent une logique de géométrie d'harmonies mises en place par Daniel Schell, les « karos ». Les harmonies et les rythmes utilisés pour les morceaux sont générés selon des règles optimales et mathématiques. L'imagination des musiciens n'est pas pour autant enfermée dans ces règles dans la mesure où ils gardent une certaine liberté d'exécution.
Dans le courant de l'année 1982, Cos coproduit avec Alain Pierre la version finale de Pasiones. Les enregistrements se font dans les Studios Hysteresis de Bruxelles.
Pasiones est un concept-album opératique. En voici un résumé présenté dans le livret réalisé par Musea Records :
« [Durant la guerre civile espagnole] Il raconte l'histoire de trois soldats (Ramon, Chicolaf et Elwib) qui se prennent un court moment de permission à Barcelone. Arrivant sur les ramblas, les trois hommes, heureux, se détendent un peu, puis cherchent un logement. Ils aboutissent chez Dolli. 
" C'est maintenant que la guerre entre nous va commencer " pensent-ils en apercevant l'ombrageuse jeune veuve.
Une longue nuit angoissée se prépare, qui sera interrompue au petit matin. Les trois soldats rejoignent un groupe de résistants qui ont capturé des proies et veulent en finir. La fin sera tragique pour tous.
L'écriture est proche du précédent roman de Daniel Schell, Swiß Chalet, employant entre autres, les mêmes personnages Elwib et Dolli, l'arsenal de citations de la philosophie Clic et les situations brutales et érotiques. »Les paroles rassemblent une fois de plus l'allemand, l'anglais, l'espagnol, le français et le néerlandais. Contrairement à Swiß Chalet, le linCos n'est pas utilisé.

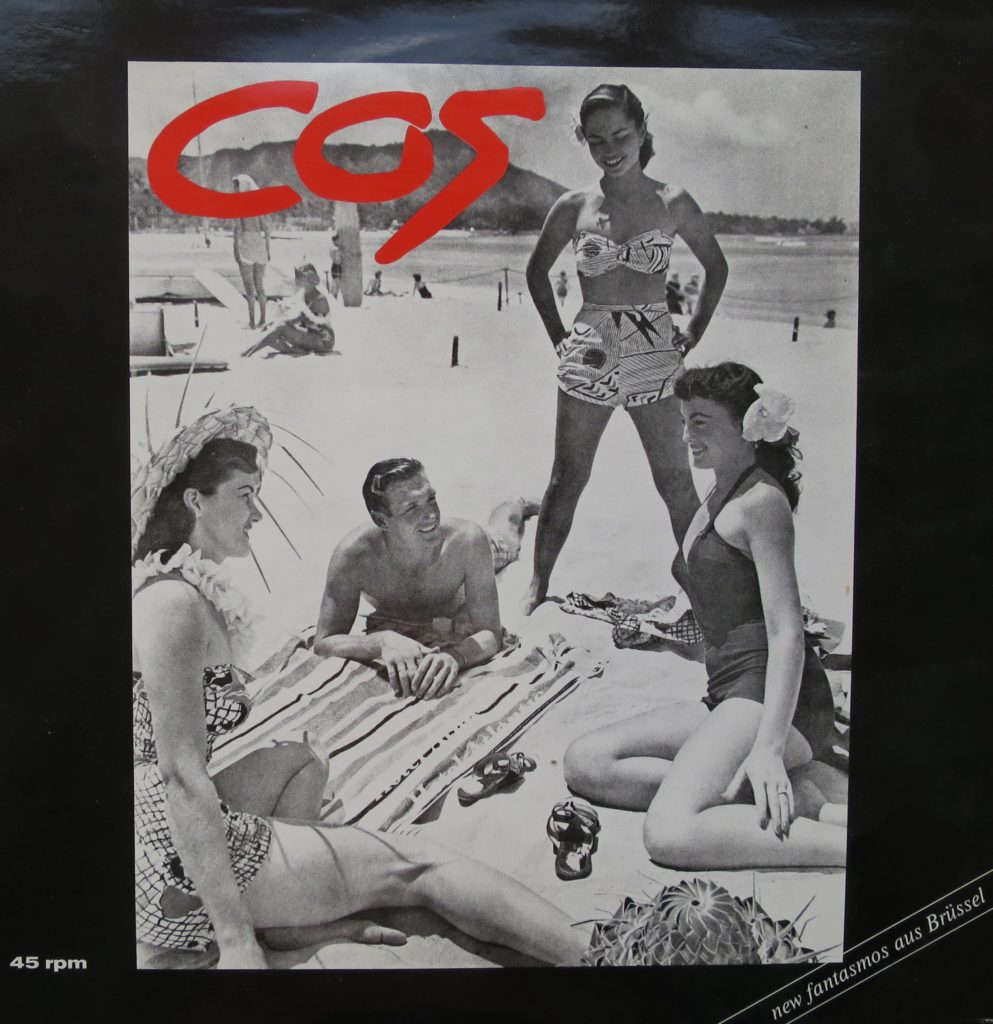
Hotel Atlantic (1983).

Alors que l'album précédent avait été reçu de manière variée selon le public, Pasiones reçoit, au contraire, un accueil enthousiaste. S'ensuit une tournée européenne. Les musiciens se produisent notamment à l'Ancienne Belgique et aux Halles de Schaerbeek, à Bruxelles, dans diverses salles à Barcelone (avec l'aide de Jordi Garcia), au Festival de Bourges aux côtés de Stephan Eicher et John Greaves, ainsi que dans diverses universités et pour des émissions télévisées. A l'Université de Cologne, ils jouent devant plus de 2000 étudiants.
Cos poursuit ses activités jusqu'en 1984. Les musiciens se retrouvent une dernière fois en studio en 1983 pour y enregistrer l'EP Hotel Atlantic. Le groupe est alors composé de Philippe Allaert, Ilona Chale, Nicolas Fiszman et Daniel Schell. Cet EP est enregistré aux Studios Pyramide de Bruxelles et est coproduit par Cos et Jurgen Hellweg. Cet album est une dernière tentative des producteurs d'obtenir un succès commercial avec Cos. Ce sera un échec. Néanmoins, l'album rassemble tout l'esprit humoristique du groupe.
Le départ de Philippe Allaert en 1984 met un terme à l'existence du groupe.

## Membres
Membres ayant officiellement fait partie de Cos :
- Philippe Allaert (batteur)
- Ilona Chale (chanteuse)
- Nicolas Fiszman (bassiste, guitariste)
- Alain Goutier (bassiste)
- Marc Hollander (clarinettiste, claviériste, saxophoniste)
- Tony Kleinkramer (pianiste)
- Guy Lonneux (batteur)
- Charles Loos (pianiste)
- Willy Masy (batteur)
- Jean-Paul Musette (bassiste)
- Jean Mutsari (bassiste)
- Daniel Schell (guitariste, flûtiste, Chapman stick)
- Pascale Son (chanteuse, guitariste, hautboïste)
- Pierre Van Dormael (guitariste)
- Jean-Luc Van Lommel (batteur)

Musiciens de studio :
- Dirk Bogaert (flûtiste)
- François Cahen (pianiste)
- Robert "Bob" Dartsch (batteur)
- Jean-Louis Haesevoets (batteur)
- Pietro Lacirignola (saxophoniste)
- Yvan "Pipou" Lacomblez (percusionniste)
- Steve Leduc (batteur)
- Jacky Mauer (batteur)
- Marc Moulin (claviériste)
- Alain Pierre (claviériste)
- Denis Van Hecke (violonceliste)
- Roger Wollaert (batteur)
- Frank Wuyts (claviériste)

## Discographie
- 1974 : Postaeolian Train Robbery

1. Postaeolian Train Robbery
2. Cocalnut
3. Amafam
4. Populi
5. Halucal
6. Coloc

- 1976 : Viva Boma

1. Perhaps Next Record
2. Viva Boma
3. Nog Verder
4. Baehme
5. Flamboya
6. In Lulu
7. L'Idiot Leon
8. Ixelles

- 1978 : Babel

1. Babel
2. Good Wind
3. Cha Cha Cha
4. Mein Maschine Ist Schön
5. Sors Ton Petard, Johnny
6. Oostend, Oostend
7. Greeneldo

- 1979 : Swiß Chalet

1. Clic
2. Gigolo
3. Kibaki
4. Achtung! TV-Watchers
5. Love Robots
6. Wagon
7. L'air De Dolly
8. L'air De Rien
9. L'air De Bela
10. Liebe
11. Chasseur

- 1982 : Pasiones

1. Amigos
2. En Su Arena
3. 3 Femmes Dans Ma Tête
4. Viva La Musica
5. Einstein J'T'Aime
6. Frau Y Mann
7. Adios Belleza
8. Zuviel Männer
9. Pasiones
10. Rentre Ton Pétard, Ramon
11. Hali Halo
12. Paralytic Lovers
13. Rumba Y Cañones

- 1983 : Hotel Atlantic

1. Hotel Atlantic
2. Frau Y Man
3. Très Joli
4. Viva La Musica